# Viktor Pečovský
Viktor Pečovský, (Brezno, 24 de maig de 1983) és un futbolista eslovac. S'exerceix en posició de migcampista i actualment juga al MŠK Žilina que milita en la Superliga d'Eslovàquia.

## Internacional
Ha estat internacional amb la Selecció de futbol d'Eslovàquia en quinze ocasions, aconseguint un gol. Va debutar amb la selecció absoluta el 15 d'agost de 2012 en un partit amistós, celebrat en el TRE-FOR Park d'Odense, contra la Selecció de futbol de Dinamarca que va finalitzar 1-3 a favor dels visitants. Prèviament amb les categories inferiors va participar en el Campionat Europeu Sub-19 de 2002 en el qual Eslovàquia va acabar tercera.

### Gols com a internacional
| # | Data      | Lloc                                       | Rival                | Gol | Resultat | Competició                                                   |
| - | --------- | ------------------------------------------ | -------------------- | --- | -------- | ------------------------------------------------------------ |
| 1 | 6-09-2013 | Bilino Polje, Zenica, Bòsnia i Hercegovina | Bòsnia i Hercegovina | 0-1 | 0-1      | Classificació d'UEFA per a la Copa Mundial de Futbol de 2014 |

## Clubs
| Club                     | País       | Temporades        |
| ------------------------ | ---------- | ----------------- |
| FK Dukla Banská Bystrica | Eslovàquia | 1999/00 a 2010/11 |
| MŠK Žilina               | Eslovàquia | 2011/12-          |

## Palmarès

### Campionats nacionals
| Títol                      | Club                                  | País       | Temporada         |
| -------------------------- | ------------------------------------- | ---------- | ----------------- |
| Superliga d'Eslovàquia (1) | MŠK Žilina                            | Eslovàquia | 2011/12           |
| Copa d'Eslovàquia (2)      | FK Dukla Banská Bystrica / MŠK Žilina | Eslovàquia | 2004/05 i 2011/12 |